# 神海村
神海村（こうみむら）はかつて岐阜県本巣郡に存在した村である。現在の本巣市神海に該当する。

## 歴史
- 1889年（明治22年）7月1日 - 町村制により、神海村が発足。
- 1897年（明治30年）4月1日 - 外山村・金原村・木知原村・佐原村・日当村と合併。改めて外山村が発足。同日神海村廃止。